# Dylann Kam
Dylann Kam (* 21. Oktober 2004) ist ein burkinischer Fußballspieler.

## Karriere
Kam begann seine Karriere beim Salitas FC. Im Januar 2023 wechselte er nach Belgien zu Oud-Heverlee Löwen, wo er für die Reserve spielte. In eineinhalb Jahren kam er zu 14 Einsätzen in der drittklassigen 1. Division Amateure für Löwens U-23.
Im September 2024 wechselte Kam zum österreichischen Zweitligisten SV Lafnitz. Sein Debüt in der 2. Liga gab er im selben Monat, als er am sechsten Spieltag der Saison 2024/25 gegen Schwarz-Weiß Bregenz in der Startelf stand. Für Lafnitz kam er zu 13 Einsätzen in der 2. Liga, aus der das Team aber zu Saisonende abstieg.
Nach dem Abstieg wechselte Kam im August 2025 in die Slowakei zu Erstligist FK AS Trenčín.